# Croton quintasii
Croton quintasii är en törelväxtart som beskrevs av Antonio Costa Allem. Croton quintasii ingår i släktet Croton och familjen törelväxter. Inga underarter finns listade i Catalogue of Life.